# Галан Валерій Васильович

## Галан Валерій Васильович
Валерій Галан (нар. 10 жовтня 1958, Бобринецький район, Кіровоградська область, УРСР) — український підприємець, історик-ентузіаст, музейний діяч, спортсмен, громадський і культурний активіст, ветеран бойових дій в Афганістані та в російсько-українській війні. 
Заслужений тренер України, майстер спорту міжнародного класу, 8-й дан карате, 8-й дан Крав-мага. Президент Європейської федерації Крав-мага, почесний президент Української федерації карате. Один із засновників українського карате.

### Біографія
Народився 10 жовтня 1958 року в Бобринецькому районі Кіровоградської області. У шкільні роки переїхав до міста Чернівці, де закінчив середню школу у 1976 році. Після строкової служби проходив бойову службу в Афганістані. З 2014 року бере участь у захисті України на Сході, у 2022 році брав активну участь в обороні Києва.
Має вищу юридичну освіту.

### Спортивна діяльність
Один із першозасновників карате в Україні. У радянський період очолював Федерацію карате-до СРСР, а після здобуття незалежності став одним із засновників українського карате.
Заслужений тренер України. Майстер спорту міжнародного класу. 8-й дан карате. 8-й дан Крав-мага. Почесний президент Української федерації карате. Президент Європейської федерації Крав-мага.
Підготував десятки інструкторів, спортсменів, чемпіонів, написав навчальні програми й книгу. Був організатором численних змагань, навчальних таборів і міжнародних семінарів.

### Підприємницька діяльність
Валерій Галан є ініціатором, автором і власником низки проєктів у туристичній, готельно-ресторанній та оздоровчій галузях в Україні та за кордоном:
- Готельно-ресторанний комплекс «Фортеця Гетьмана» — с. Гатне, Київська обл.
- Гірсько-лижний комплекс «Мигово» — Чернівецька обл.
- ГРК «Легенда Карпат» — Івано-Франківська обл.
- SPA-готель «Замок Лужец» — Карлові Вари, Чехія

### Культурна та музейна діяльність
Ініціатор і фундатор створення музейної мережі як стратегічної відповіді на інформаційну війну проти України:
•	Музей «Становлення української нації» (Київ, відкритий 2019);
•	Музей «Львів Стародавній» (Львів, відкритий 2020);
•	Пересувна виставка-галерея «Україна – становлення державності» (2023-2024 представленої у кількох країнах Європи):
•	Музей «Від Русі до України. Кам’янець крізь віки» (Кам’янець-Подільський, 2025, на етапі створення).

Проєкти вирізняються глибоким історичним змістом, інноваційними мультимедійними рішеннями та ідеологічним акцентом на виховання національної свідомості та патріотизму.

### Громадська діяльність
Двічі обирався депутатом Чернівецької міської ради. Активний волонтер і меценат. Має військові нагороди, звання «Народний герой України», відзнаки Верховної Ради, УПЦ та Київського міського голови.

### Родина
Одружений. Має доньку, внука та двох внучок.